# Die Nächste
Die Nächste ist eine 1899 entstandene Erzählung des österreichischen Schriftstellers Arthur Schnitzler. Sie erschien erstmals – postum – im Jahr 1932 in der Wiener Neue Freie Presse.
Die Nächste erzählt von einem jungen Witwer, der nach einer Zeit der Trauer einer jungen Frau begegnet, die seiner verstorbenen Frau bis aufs Haar gleicht. Sein vergeblicher Versuch, in der jungen Frau das perfekte Abbild der Verstorbenen wiederzufinden (mit der sie sogar den Namen teilt), endet fatal.

## Inhalt
Gustav, ein kleiner Wiener Büroangestellter Mitte 30, verliert aufgrund einer Krankheit nach sieben glücklichen Ehejahren seine junge Frau Terese. Während sie ihre Unschuld in die Ehe mitbrachte, hatte er zuvor lediglich eine kurze, aber heftige Beziehung mit einer verheirateten Frau. Nach mehreren Monaten der Trauer ertappt sich Gustav dabei, wie er anfängt, wieder jungen Frauen nachzusehen. Hin- und hergerissen zwischen neu aufkeimender Freude an der Sinnlichkeit des Lebens und der Scham über dieses „Unrecht“ gegenüber der Toten (deren verwesenden Körper er in Fantasiebildern sieht), tröstet er sich mit der Aussicht, in absehbarer Zeit der Welt zu entsagen und sich in ein Kloster zurückzuziehen. Er begegnet einer jungen Frau, die der Verstorbenen nicht nur täuschend ähnlich sieht, sondern auch ihren Namen trägt. Bereits am dritten Tag lädt sie ihn in ihre Wohnung ein, wo sie miteinander schlafen. Hinterher steigert er sich in einen Anfall von Raserei hinein, weil die junge Frau, die aus ihrer langen Liste früherer Liebhaber keinen Hehl macht, ihm wie eine Verhöhnung ihrer Vorgängerin erscheint. Er ersticht sie und ruft anschließend Passanten herbei, um sich verhaften zu lassen. Er sieht erneut ein Fantasiebild von seiner verwesenden Frau, und „zum ersten Mal seit ihrem Tod fühlte er irgend etwas wie Frieden in seiner Seele“.

## Hintergrund
Die Nächste greift die Handlung und Motive von Georges Rodenbachs Kurzroman Das tote Brügge (1892) auf, in dem ebenfalls ein Witwer dem äußerlich perfekten (aber schlussendlich im Vergleich zum „Original“ enttäuschenden) Ebenbild seiner verstorbenen Frau begegnet, verzichtet aber auf dessen Symbolismus.
Astrid Lange-Kirchheim stellte in ihrem Aufsatz Erinnerte Liebe? eine Verbindung zwischen Motiven aus dem Pygmalion- und Orpheus-und-Eurydike-Mythos, Rodenbachs Das tote Brügge, Schnitzlers Die Nächste, Pierre Boileaus und Thomas Narcejacs Kriminalroman D'Entre les morts (1954) und Alfred Hitchcocks Film Vertigo – Aus dem Reich der Toten (1958) her.

## Ausgaben
- Arthur Schnitzler: Die Nächste, in Neue Freie Presse, Wien, 27. März 1932
- Arthur Schnitzler: Gesammelte Werke. Die erzählenden Schriften, Band 1, Fischer, Frankfurt am Main 1961, WA 1970
- Arthur Schnitzler: Frau Berta Garlan: Erzählungen 1899-1900, Fischer, Frankfurt am Main 2004, ISBN 978-3596294039